# حلزون التفاح الذهبي

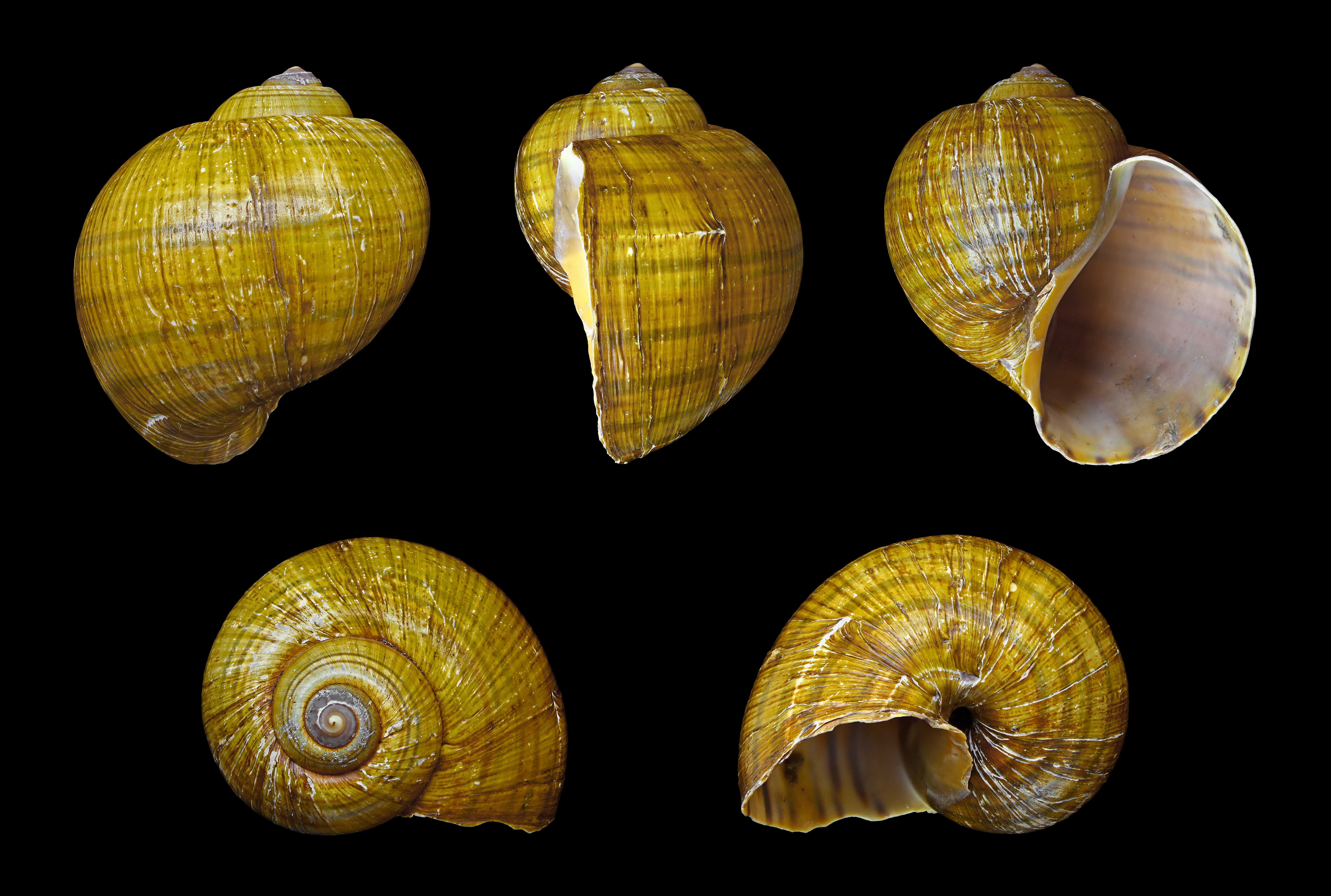

حلزون التفاح الذهبي أوبوميساكا كاناليكاتا (باللاتينية: Pomacea canaliculata)، (بالإنجليزية: channeled applesnail) هو حلزون مياه عذبة من عائلة امبولوريدي، تكون الصدفة سميكة مع وجود أخاديد فيها بين دوامات الصدفة. لونه بني مصفر في أغلب الأحيان. يصل حجمه إلى 7.5 سنتيمتر. هذا الحلزون ياكل النباتات ما لم يتم تغذيته على الخضار والأطعمة الأخرى بشكل كافي ويكون ملائم للأحواض غير المزروعة. يمكن تغذيته على الطحالب، الخضار، القشور، والأطعمة المجمدة والحية.